# Hanmanhal, Kushtagi
Hanmanhal là một làng thuộc tehsil Kushtagi, huyện Koppal, bang Karnataka, Ấn Độ.